# Reprezentacja Polski w koszykówce mężczyzn
Reprezentacja Polski w koszykówce mężczyzn (zwyczajowo zwana również: reprezentacją narodową, kadrą narodową, drużyną narodową – zespół koszykarski, reprezentujący Polskę w meczach i sportowych imprezach międzynarodowych, powoływany przez selekcjonera, w którym występować mogą wszyscy zawodnicy posiadający obywatelstwo polskie, niezależnie od wieku, czy narodowości. Za jej funkcjonowanie odpowiedzialny jest Polski Związek Koszykówki (PZKosz.).
Seniorska kadra koszykarzy zdobyła dotychczas cztery medale mistrzostw Europy – jeden raz srebro (1963) i trzy razy brąz (1939, 1965, 1967).

## Historia
Pierwsze oficjalne spotkanie międzypaństwowe seniorska reprezentacja Polski rozegrała 16 lutego 1935, podczas towarzyskiego turnieju w Tallinnie, ulegając 47:19 Estonii, zaś jej kolejnym rywalem – na tej samej imprezie – była Łotwa, która niespełna trzy miesiące później w szwajcarskiej Genewie wygrała premierową edycję mistrzostw Europy. "Biało-czerwoni" w pierwszym kontynentalnym czempionacie nie wzięli co prawda udziału, lecz w maju 1937 r. przystąpili do jego drugiej edycji, zajmując w Rydze 4. miejsce z bilansem dwóch zwycięstw i trzech porażek. Rok wcześniej zadebiutowali na igrzyskach, biorąc udział w eksperymentalnym turnieju  olimpijskim w Berlinie. Mimo nie najlepszego początku zmagań, Polacy dotarli do strefy medalowej, ulegając w półfinale 15:42 Kanadzie, a w meczu o brąz przegrywając 26:12 z Meksykiem. Czwarte miejsce w gronie 23 uczestniczących zespołów przyjęto z entuzjazmem. W obydwu tych imprezach obowiązki selekcjonera drużyny narodowej pełnił Walenty Kłyszejko.

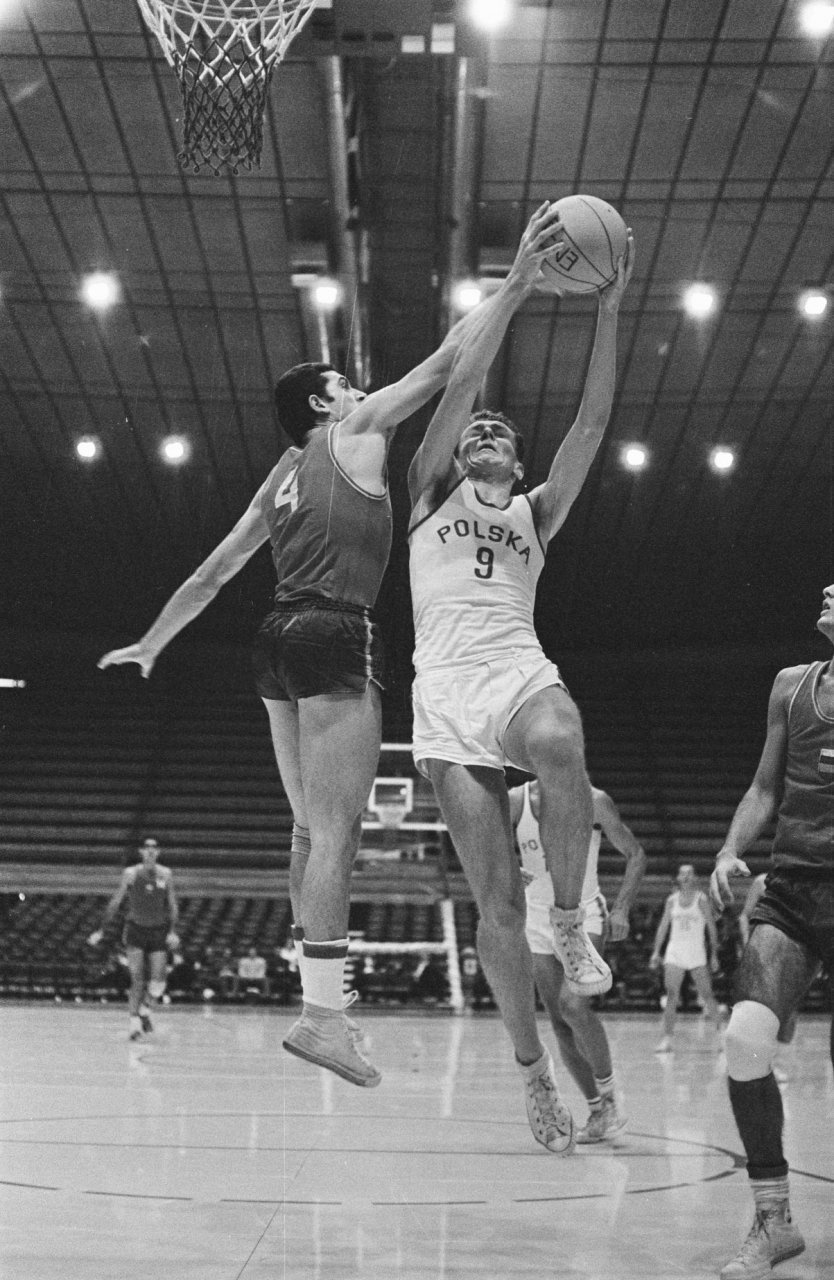
Mecz Hiszpania–Polska (71:88) podczas ME 1967.

Największe sukcesy reprezentacja zanotowała w latach 60., kiedy jej trenerem był Witold Zagórski (1961–1975). Polska drużyna narodowa zdobywała wtedy medale na trzech kolejnych mistrzostwach Europy: Wrocław 1963 – srebrny, Moskwa 1965 i Helsinki 1967 – brązowe, zaś na dwóch kolejnych – Neapol 1969 i Essen 1971 – grała w półfinale, zajmując 4. miejsca. Również trzy razy z rzędu uczestniczyła w igrzyskach olimpijskich: Tokio 1964 i Meksyk 1968 - 6. miejsca, Monachium 1972 - 10. miejsce. W 1967 pierwszy raz w historii polskiej koszykówki reprezentacja zakwalifikowała się do mistrzostw świata rozgrywanych w Montevideo, zajmując tam 5. lokatę, a tytuły króla i wicekróla strzelców zdobyli Mieczysław Łopatka i Bohdan Likszo. 
W 2019 r., po 52 latach przerwy, Polacy ponownie zagrali w mistrzostwach świata w Chinach. W fazie grupowej kolejno pokonali Wenezuelę, Chiny i Wybrzeży Kości Słoniowej, zajmując 1. miejsce. W drugiej fazie grupowej polska kadra wygrała z Rosją i przegrała z Argentyną, zajmując 2. miejsce. W fazie pucharowej Polska przegrała kolejno z: Hiszpanią, Czechami i USA, zajmując ostatecznie 8. miejsce. Postawa polskiej reprezentacji była jedną z największych pozytywnych niespodzianek turnieju. W mistrzostwach w jednej ze statystyk – skuteczność rzutów wolnych – wygrał Adam Waczyński, trafiając ze skutecznością 93,3%. 
W 2022 reprezentacja zajęła 4 miejsce na Eurobaskecie. W fazie grupowej pokonała Czechy, Izrael i Holandię, przegrała z Finlandią i Serbią. W 1/8 finału pokonała Ukrainę, w ćwierćfinale wyeliminowała Słowenię i po raz pierwszy od 1971 awansowała do półfinału mistrzostw Europy. W półfinale przegrała z Francją, a w meczu o 3 miejsce przegrała z Niemcami.

## Ważne mecze
- Igrzyska Olimpijskie:
  - Debiut w turnieju IO: Berlin, 7 sierpnia 1936 Polska – Włochy 28:44 (12:25) Berlin 1936
  - Pierwsze zwycięstwo w turnieju IO: Berlin, 10 sierpnia 1936 Polska – Łotwa 28:23 (14:12) Berlin 1936
  - Najwyższe zwycięstwo w turnieju IO: Moskwa, 25 lipca 1980 Polska – Indie 113:67 (63:33) Moskwa 1980
  - Najwyższa porażka w turnieju IO: Moskwa, 22 lipca 1980 Jugosławia – Polska 129:91 (61:43) Moskwa 1980
- Mistrzostwa Świata:
  - Debiut w finałach MŚ: Salto, 28 maja 1967 Polska – Portoryko 76:64 (35:29) Urugwaj 1967
  - Pierwsze zwycięstwo w finałach MŚ: Salto, 28 maja 1967 Polska – Portoryko 76:64 (35:29) Urugwaj 1967
  - Najwyższe zwycięstwo w finałach MŚ: Salto, 30 maja 1967 Paragwaj – Polska 60:101 (26:57) Urugwaj 1967
  - Najwyższa porażka w finałach MŚ: Montevideo, 9 czerwca 1967 USA – Polska 91:61 (41:39) Urugwaj 1967
- Mistrzostwa Europy:
  - Debiut w finałach ME: Ryga, 2 maja 1937 Francja – Polska 27:24 (13:15) Ryga 1937
  - Pierwsze zwycięstwo w finałach ME: Ryga, 3 maja 1937 Polska – Łotwa 32:25 (16:14) Ryga 1937
  - Najwyższe zwycięstwo w finałach ME: Budapeszt, 9 czerwca 1955 Anglia – Polska 44:140 (31:65) Węgry 1955

## Udział w turniejach międzynarodowych
| Udział w Igrzyskach Olimpijskich | Udział w Igrzyskach Olimpijskich | Udział w Igrzyskach Olimpijskich | Udział w Igrzyskach Olimpijskich | Udział w Igrzyskach Olimpijskich | Udział w Igrzyskach Olimpijskich |                         |
| Rok                              | Runda                            | Miejsce                          | M                                | W                                | P                                |                         |
| -------------------------------- | -------------------------------- | -------------------------------- | -------------------------------- | -------------------------------- | -------------------------------- | ----------------------- |
| 1936                             | Półfinał                         | 4/23                             | 7                                | 3                                | 4                                |                         |
| 1948                             | Nie zakwalifikowała się          | Nie zakwalifikowała się          | Nie zakwalifikowała się          | Nie zakwalifikowała się          | Nie zakwalifikowała się          | Nie zakwalifikowała się |
| 1952                             | Nie zakwalifikowała się          | Nie zakwalifikowała się          | Nie zakwalifikowała się          | Nie zakwalifikowała się          | Nie zakwalifikowała się          | Nie zakwalifikowała się |
| 1956                             | Nie zakwalifikowała się          | Nie zakwalifikowała się          | Nie zakwalifikowała się          | Nie zakwalifikowała się          | Nie zakwalifikowała się          | Nie zakwalifikowała się |
| 1960                             | II faza grupowa                  | 7/16                             | 8                                | 3                                | 5                                |                         |
| 1964                             | Faza grupowa                     | 6/16                             | 9                                | 5                                | 4                                |                         |
| 1968                             | Faza grupowa                     | 6/16                             | 9                                | 5                                | 4                                |                         |
| 1972                             | Faza grupowa                     | 10/16                            | 9                                | 3                                | 6                                |                         |
| 1976                             | Nie zakwalifikowała się          | Nie zakwalifikowała się          | Nie zakwalifikowała się          | Nie zakwalifikowała się          | Nie zakwalifikowała się          | Nie zakwalifikowała się |
| 1980                             | Faza grupowa                     | 7/16                             | 7                                | 4                                | 3                                |                         |
| 1984                             | Nie zakwalifikowała się          | Nie zakwalifikowała się          | Nie zakwalifikowała się          | Nie zakwalifikowała się          | Nie zakwalifikowała się          | Nie zakwalifikowała się |
| 1988                             | Nie zakwalifikowała się          | Nie zakwalifikowała się          | Nie zakwalifikowała się          | Nie zakwalifikowała się          | Nie zakwalifikowała się          | Nie zakwalifikowała się |
| 1992                             | Nie zakwalifikowała się          | Nie zakwalifikowała się          | Nie zakwalifikowała się          | Nie zakwalifikowała się          | Nie zakwalifikowała się          | Nie zakwalifikowała się |
| 1996                             | Nie zakwalifikowała się          | Nie zakwalifikowała się          | Nie zakwalifikowała się          | Nie zakwalifikowała się          | Nie zakwalifikowała się          | Nie zakwalifikowała się |
| 2000                             | Nie zakwalifikowała się          | Nie zakwalifikowała się          | Nie zakwalifikowała się          | Nie zakwalifikowała się          | Nie zakwalifikowała się          | Nie zakwalifikowała się |
| 2004                             | Nie zakwalifikowała się          | Nie zakwalifikowała się          | Nie zakwalifikowała się          | Nie zakwalifikowała się          | Nie zakwalifikowała się          | Nie zakwalifikowała się |
| 2008                             | Nie zakwalifikowała się          | Nie zakwalifikowała się          | Nie zakwalifikowała się          | Nie zakwalifikowała się          | Nie zakwalifikowała się          | Nie zakwalifikowała się |
| 2012                             | Nie zakwalifikowała się          | Nie zakwalifikowała się          | Nie zakwalifikowała się          | Nie zakwalifikowała się          | Nie zakwalifikowała się          | Nie zakwalifikowała się |
| 2016                             | Nie zakwalifikowała się          | Nie zakwalifikowała się          | Nie zakwalifikowała się          | Nie zakwalifikowała się          | Nie zakwalifikowała się          | Nie zakwalifikowała się |
| 2020                             | Nie zakwalifikowała się          | Nie zakwalifikowała się          | Nie zakwalifikowała się          | Nie zakwalifikowała się          | Nie zakwalifikowała się          | Nie zakwalifikowała się |
| 2024                             | Nie zakwalifikowała się          | Nie zakwalifikowała się          | Nie zakwalifikowała się          | Nie zakwalifikowała się          | Nie zakwalifikowała się          | Nie zakwalifikowała się |
| 2028                             |                                  |                                  |                                  |                                  |                                  |                         |
| Razem                            | Razem                            | Razem                            | 49                               | 23                               | 26                               |                         |

| Udział w Mistrzostwach Świata | Udział w Mistrzostwach Świata | Udział w Mistrzostwach Świata | Udział w Mistrzostwach Świata | Udział w Mistrzostwach Świata | Udział w Mistrzostwach Świata |
| Rok                           | Runda                         | Miejsce                       | M                             | W                             | P                             |
| ----------------------------- | ----------------------------- | ----------------------------- | ----------------------------- | ----------------------------- | ----------------------------- |
| 1950-1963                     | Nie zakwalifikowała się       | Nie zakwalifikowała się       | Nie zakwalifikowała się       | Nie zakwalifikowała się       | Nie zakwalifikowała się       |
| 1967                          | Grupa finałowa                | 5/13                          | 9                             | 4                             | 5                             |
| 1970-2014                     | Nie zakwalifikowała się       | Nie zakwalifikowała się       | Nie zakwalifikowała się       | Nie zakwalifikowała się       | Nie zakwalifikowała się       |
| 2019                          | Ćwierćfinał                   | 8/32                          | 8                             | 4                             | 4                             |
| 2023                          | Nie zakwalifikowała się       | Nie zakwalifikowała się       | Nie zakwalifikowała się       | Nie zakwalifikowała się       | Nie zakwalifikowała się       |
| 2027                          |                               |                               |                               |                               |                               |

| Udział w Mistrzostwach Europy | Udział w Mistrzostwach Europy | Udział w Mistrzostwach Europy | Udział w Mistrzostwach Europy | Udział w Mistrzostwach Europy |
| Rok                           | Miejsce                       | M                             | W                             | P                             |
| ----------------------------- | ----------------------------- | ----------------------------- | ----------------------------- | ----------------------------- |
| 1935                          | Nie zakwalifikowała się       | Nie zakwalifikowała się       | Nie zakwalifikowała się       | Nie zakwalifikowała się       |
| 1937                          | 4. miejsce                    | 5                             | 2                             | 3                             |
| 1939                          | 3. miejsce                    | 7                             | 5                             | 2                             |
| 1946                          | 9. miejsce                    | 5                             | 2                             | 3                             |
| 1947                          | 6. miejsce                    | 7                             | 3                             | 4                             |
| 1949                          | Nie zakwalifikowała się       | Nie zakwalifikowała się       | Nie zakwalifikowała się       | Nie zakwalifikowała się       |
| 1951                          | Nie zakwalifikowała się       | Nie zakwalifikowała się       | Nie zakwalifikowała się       | Nie zakwalifikowała się       |
| 1953                          | Nie zakwalifikowała się       | Nie zakwalifikowała się       | Nie zakwalifikowała się       | Nie zakwalifikowała się       |
| 1955                          | 5. miejsce                    | 11                            | 7                             | 4                             |
| 1957                          | 7. miejsce                    | 10                            | 3                             | 7                             |
| 1959                          | 6. miejsce                    | 8                             | 4                             | 4                             |
| 1961                          | 9. miejsce                    | 9                             | 5                             | 4                             |
| 1963                          | Wicemistrz                    | 9                             | 7                             | 2                             |
| 1965                          | 3. miejsce                    | 9                             | 7                             | 2                             |
| 1967                          | 3. miejsce                    | 9                             | 7                             | 2                             |
| 1969                          | 4. miejsce                    | 7                             | 3                             | 4                             |
| 1971                          | 4. miejsce                    | 7                             | 4                             | 3                             |
| 1973                          | 12. miejsce                   | 7                             | 1                             | 6                             |
| 1975                          | 8. miejsce                    | 7                             | 3                             | 4                             |
| 1977                          | Nie zakwalifikowała się       | Nie zakwalifikowała się       | Nie zakwalifikowała się       | Nie zakwalifikowała się       |
| 1979                          | 7. miejsce                    | 8                             | 5                             | 3                             |
| 1981                          | 7. miejsce                    | 8                             | 5                             | 3                             |
| 1983                          | 9. miejsce                    | 7                             | 3                             | 4                             |
| 1985                          | 11. miejsce                   | 7                             | 2                             | 5                             |
| 1987                          | 7. miejsce                    | 8                             | 4                             | 4                             |
| 1989                          | Nie zakwalifikowała się       | Nie zakwalifikowała się       | Nie zakwalifikowała się       | Nie zakwalifikowała się       |
| 1991                          | 7. miejsce                    | 5                             | 2                             | 3                             |
| 1993                          | Nie zakwalifikowała się       | Nie zakwalifikowała się       | Nie zakwalifikowała się       | Nie zakwalifikowała się       |
| 1995                          | Nie zakwalifikowała się       | Nie zakwalifikowała się       | Nie zakwalifikowała się       | Nie zakwalifikowała się       |
| 1997                          | 7. miejsce                    | 9                             | 4                             | 5                             |
| 1999                          | Nie zakwalifikowała się       | Nie zakwalifikowała się       | Nie zakwalifikowała się       | Nie zakwalifikowała się       |
| 2001                          | Nie zakwalifikowała się       | Nie zakwalifikowała się       | Nie zakwalifikowała się       | Nie zakwalifikowała się       |
| 2003                          | Nie zakwalifikowała się       | Nie zakwalifikowała się       | Nie zakwalifikowała się       | Nie zakwalifikowała się       |
| 2005                          | Nie zakwalifikowała się       | Nie zakwalifikowała się       | Nie zakwalifikowała się       | Nie zakwalifikowała się       |
| 2007                          | 13. miejsce                   | 3                             | 0                             | 3                             |
| 2009                          | 9. miejsce                    | 6                             | 2                             | 4                             |
| 2011                          | 17. miejsce                   | 5                             | 2                             | 3                             |
| 2013                          | 21. miejsce                   | 5                             | 1                             | 4                             |
| 2015                          | 11. miejsce                   | 6                             | 3                             | 3                             |
| 2017                          | 18. miejsce                   | 5                             | 1                             | 4                             |
| 2022                          | 4. miejsce                    | 9                             | 5                             | 4                             |
| 2025                          | . miejsce                     |                               |                               |                               |
| Razem                         | Razem                         | 208                           | 102                           | 106                           |

## Zawodnicy

### Obecny skład
Skład reprezentacji na turniej prekwalifikacyjny do Letnich Igrzysk Olimpijskich 2024 (sierpień 2023).
Polska
| Nr | Poz. | Nazwisko i imię          | Data urodzenia | Klub                        | Wzrost | Masa ciała |
| -- | ---- | ------------------------ | -------------- | --------------------------- | ------ | ---------- |
| 2  | C    | Balcerowski, Aleksander  | 2000–11–19     | Panathinaikos Ateny         | 219 cm | 118 kg     |
| 30 | SG   | Garbacz, Jakub           | 1994–03–17     | Anwil Włocławek             | 197 cm |            |
| 41 | C    | Groselle, Geoffrey       | 1993–02–12     | Trefl Sopot                 | 213 cm | 109 kg     |
| 23 | SG   | Michalak, Michał         | 1993–11–02     | PAOK Saloniki               | 197 cm | 93 kg      |
| 7  | PF   | Milicić jr, Igor         | 2002–08–27     | Charlotte 49ers             | 206 cm |            |
| 77 | SF   | Nizioł, Jakub            | 1996–05–08     | Śląsk Wrocław               | 201 cm | 95 kg      |
| 0  | PG   | Pluta, Andrzej           | 2000–06–03     | Suzuki Arka Gdynia          | 190 cm |            |
| 9  | SF   | Ponitka, Mateusz         | 1993–08–29     | Partizan Belgrad            | 198 cm | 93 kg      |
| 3  | SF   | Sokołowski, Michał       | 1992–12–11     | Gevi Napoli Basket          | 196 cm | 89 kg      |
| 12 | C    | Witliński, Mikołaj       | 1995–12–02     | Trefl Sopot                 | 207 cm |            |
| 1  | SF   | Zyskowski, Jarosław      | 1992–07–16     | Trefl Sopot                 | 203 cm |            |
| 28 | SG   | Żołnierewicz, Przemysław | 1995–07–03     | King Wilki Morskie Szczecin | 195 cm | 98 kg      |

Selekcjoner:  Igor Miličić
 Asystenci: Artur Gronek • Grzegorz Kożan • Andrzej Urban

## Zagraniczni zawodnicy
W reprezentacji grało kilku koszykarzy z poza Polski (w nawiasach są lata gry w reprezentacji): 
- Joe McNaull z USA (2001–2003)
- Eric Elliott z USA (2004)
- Jeff Nordgaard z USA (2004 – 2006)
- David Logan z USA (2009)
- Thomas Kelati z USA (2010 – 2013)
- A.J. Slaughter z USA (2015 – )
- Geoffrey Groselle z USA (2023 – )
- Luke Petrasek z USA (2023 – )
- Igor Milicić junior z Chorwacji (2021 –)
- Aaron Cel urodzony we Francji (2015 – 2022)

## Rekordziści
Zestawienia obejmują dane uzyskane wyłącznie w oficjalnych spotkaniach międzypaństwowych seniorskiej reprezentacji Polski. Wszystkie nieoficjalne mecze kadry narodowej, bądź spotkania w kadrze innej niż seniorska (pierwsza reprezentacja) - rozegrane przez danego zawodnika - nie zostały ujęte w poniższych wykazach.
| Lp. | Zawodnik            | Lata gry  | Mecze |
| --- | ------------------- | --------- | ----- |
| 1.  | Mieczysław Łopatka  | 1960–1972 | 236   |
| 1.  | Dariusz Zelig       | 1977–1992 | 236   |
| 3.  | Janusz Wichowski    | 1956–1967 | 224   |
| 4.  | Eugeniusz Kijewski  | 1973–1988 | 220   |
| 5.  | Łukasz Koszarek     | 2003–2023 | 212   |
| 6.  | Jerzy Binkowski     | 1977–1991 | 205   |
| 7.  | Krzysztof Fikiel    | 1977–1988 | 203   |
| 7.  | Edward Jurkiewicz   | 1968–1977 | 203   |
| 9.  | Andrzej Pstrokoński | 1956–1966 | 200   |
| 10. | Zbigniew Dregier    | 1956–1967 | 198   |
| 11. | Grzegorz Korcz      | 1967–1973 | 196   |
| 12. | Henryk Cegielski    | 1966–1972 | 195   |
| 12. | Bohdan Likszo       | 1961–1969 | 195   |

| Lp. | Zawodnik             | Lata gry  | Punkty | Mecze | Pkt./mecz |
| --- | -------------------- | --------- | ------ | ----- | --------- |
| 1.  | Edward Jurkiewicz    | 1968–1977 | 4114   | 203   | 20,27     |
| 2.  | Mieczysław Łopatka   | 1960–1972 | 3522   | 236   | 14,92     |
| 3.  | Dariusz Zelig        | 1977–1992 | 3404   | 236   | 14,42     |
| 4.  | Eugeniusz Kijewski   | 1973–1988 | 3092   | 220   | 14,05     |
| 5.  | Janusz Wichowski     | 1956–1967 | 2970   | 224   | 13,26     |
| 6.  | Mieczysław Młynarski | 1975–1984 | 2680   | 150   | 17,87     |

## Selekcjonerzy
| Lp. | Imię i nazwisko                         | Okres urzędowania | Okres urzędowania |
| --- | --------------------------------------- | ----------------- | ----------------- |
| 1.  | Walenty Kłyszejko                       | 1936              | 1939              |
| 2.  | Mieczysław Piotrowski Józef Pachla      | 1946              | 1947              |
| 3.  | Józef Pachla                            | 1947              | 1949              |
| 4.  | Walenty Kłyszejko Janusz Patrzykont     | 1949              | 1950              |
| 5.  | Tadeusz Ulatowski                       | 1949              | 1950              |
| 6.  | Władysław Maleszewski                   | 1950              | 1953              |
| 7.  | Jan Rudelski Tadeusz Ulatowski          | 1953              | 1954              |
| 8.  | Andrzej Kulesza Romuald Markowski       | 1954              | 1954              |
| 9.  | Władysław Maleszewski Janusz Patrzykont | 1955              | 1956              |
| 10. | Zygmunt Olesiewicz                      | 1956              | 1957              |
| 11. | Jan Rudelski                            | 1957              | 1958              |
| 12. | Janusz Patrzykont Jan Rudelski          | 1958              | 1959              |
| 13. | Jerzy Lelonkiewicz Zygmunt Olesiewicz   | 1959              | 1960              |
| 14. | Zygmunt Olesiewicz                      | 1960              | 1961              |
| 15. | Jerzy Lelonkiewicz Zygmunt Olesiewicz   | 1961              | 1961              |
| 16. | Witold Zagórski                         | 1961              | 1975              |

| Lp. | Imię i nazwisko              | Okres urzędowania | Okres urzędowania |
| --- | ---------------------------- | ----------------- | ----------------- |
| 17. | Andrzej Pstrokoński          | 1976              | 1976              |
| 18. | Jerzy Świątek                | 1977              | 1980              |
| 19. | Stefan Majer Wojciech Wójcik | 1980              | 1980              |
| 20. | Zbigniew Felski              | 1980              | 1981              |
| 21. | Jerzy Świątek                | 1981              | 1983              |
| 22. | Andrzej Kuchar               | 1983              | 1988              |
| 23. | Arkadiusz Koniecki           | 1988              | 1993              |
| 24. | Tadeusz Aleksandrowicz       | 1993              | 1993              |
| 25. | Eugeniusz Kijewski           | 1993              | 1998              |
| 26. | Piotr Langosz                | 1998              | 2000              |
| 27. | Dariusz Szczubiał            | 2000              | 2003              |
| 28. | Andrzej Kowalczyk            | 06.2003           | 11.2004           |
| 29. | Veselin Matić                | 03.2005           | 03.2006           |
| 30. | Andrej Urlep                 | 05.2006           | 11.2007           |
| 31. | Muli Katzurin                | 03.2008           | 10.2009           |
| 32. | Igor Griszczuk               | 03.2010           | 09.2010           |
| 33. | Aleš Pipan                   | 05.2011           | 01.2013           |
| 34. | Dirk Bauermann               | 01.2013           | 09.2013           |
| 35. | Mike Taylor                  | 01.2014           | 27.09.2021        |
| 36. | Igor Miličić                 | 01.10.2021        | urzęduje          |